# Педро Нахера
Педро Нахера Пачеко (ісп. Pedro Nájera Pacheco, нар. 3 лютого 1929, Мехіко — 21 серпня 2020) — мексиканський футболіст, що грав на позиції півзахисника за клуб «Америка», а також національну збірну Мексики.

## Клубна кар'єра
У футболі дебютував 1954 року виступами за команду «Америка», кольори якої і захищав протягом усієї своєї кар'єри гравця, що тривала дев'ять років.

## Виступи за збірну
1956 року дебютував в офіційних матчах у складі національної збірної Мексики. Протягом кар'єри у національній команді провів у її формі 27 матчів.
Був присутній в заявці збірної на чемпіонаті світу 1954 року у Швейцарії, але на поле не виходив.
У складі збірної був учасником чемпіонату світу 1962 року у Чилі, де зіграв з Чехословаччиною (3-1), Іспанією (0-1) і Бразилією (0-2). Гра з Бразилією стала в його кар'єрі останнім міжнародним матчем.